# Stazione di Chitralada
La stazione di Chitralada (in thailandese: สถานีรถไฟจิตรลดา, สถานีรถไฟหลวงสวนจิตรลดา) è una stazione ferroviaria di Bangkok, in Thailandia. Non è aperta al traffico commerciale, ma è ad uso esclusivo dei membri della famiglia reale thailandese per i loro viaggi in treno.
La stazione si trova nel distretto di Dusit, nei pressi del Palazzo Dusit, dove risiedono alcuni membri della famiglia reale, tra cui il Re.
L'edificio della stazione è stato originariamente realizzato durante il regno di Chulalongkorn ed era in legno. Nel 1921 è stato costruito un nuovo edificio in mattoni in stile rinascimentale per rimpiazzare il precedente.